# 加略山教堂 (巴特伊施尔)

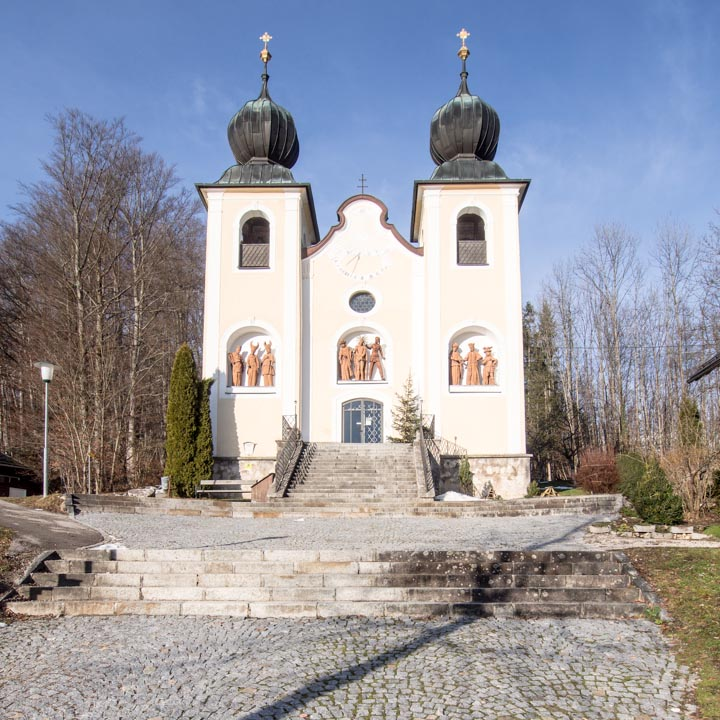

加略山教堂（Kalvarienbergkirche Bad Ischl）是一座巴洛克式教堂，位于上奥地利巴特伊施尔阿霍恩区（Ahorn）的卡爾瓦林貝格山（加略山）上。
该教堂属于天主教林茨教区巴特伊施尔总铎区。建筑最古老的部分可以追溯到1706年。 教堂及附近苦路十四站小堂等均为保护文物。

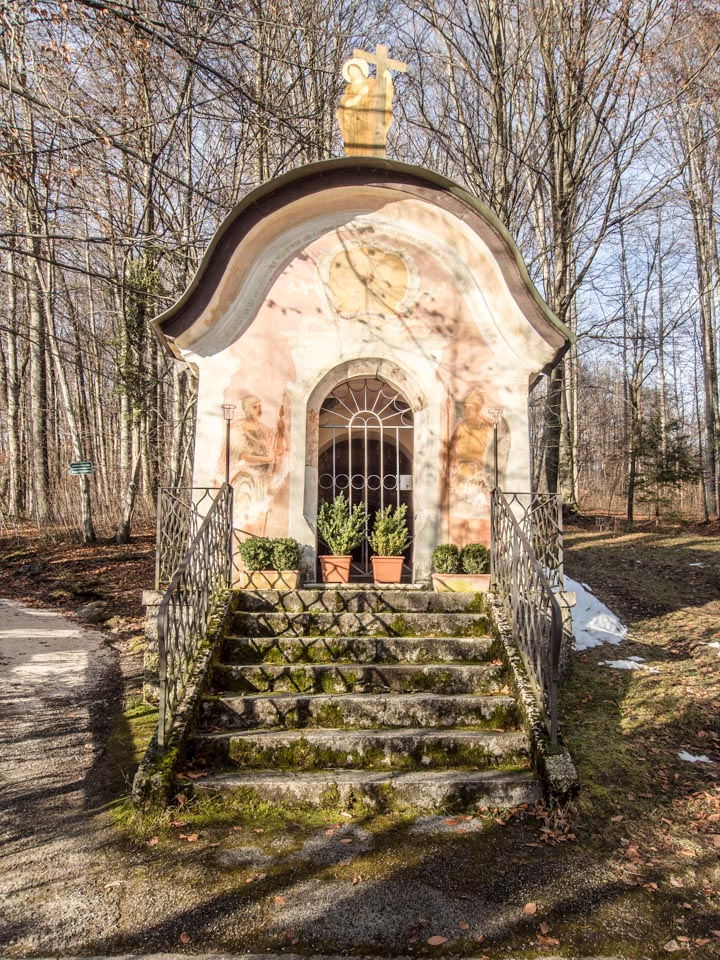
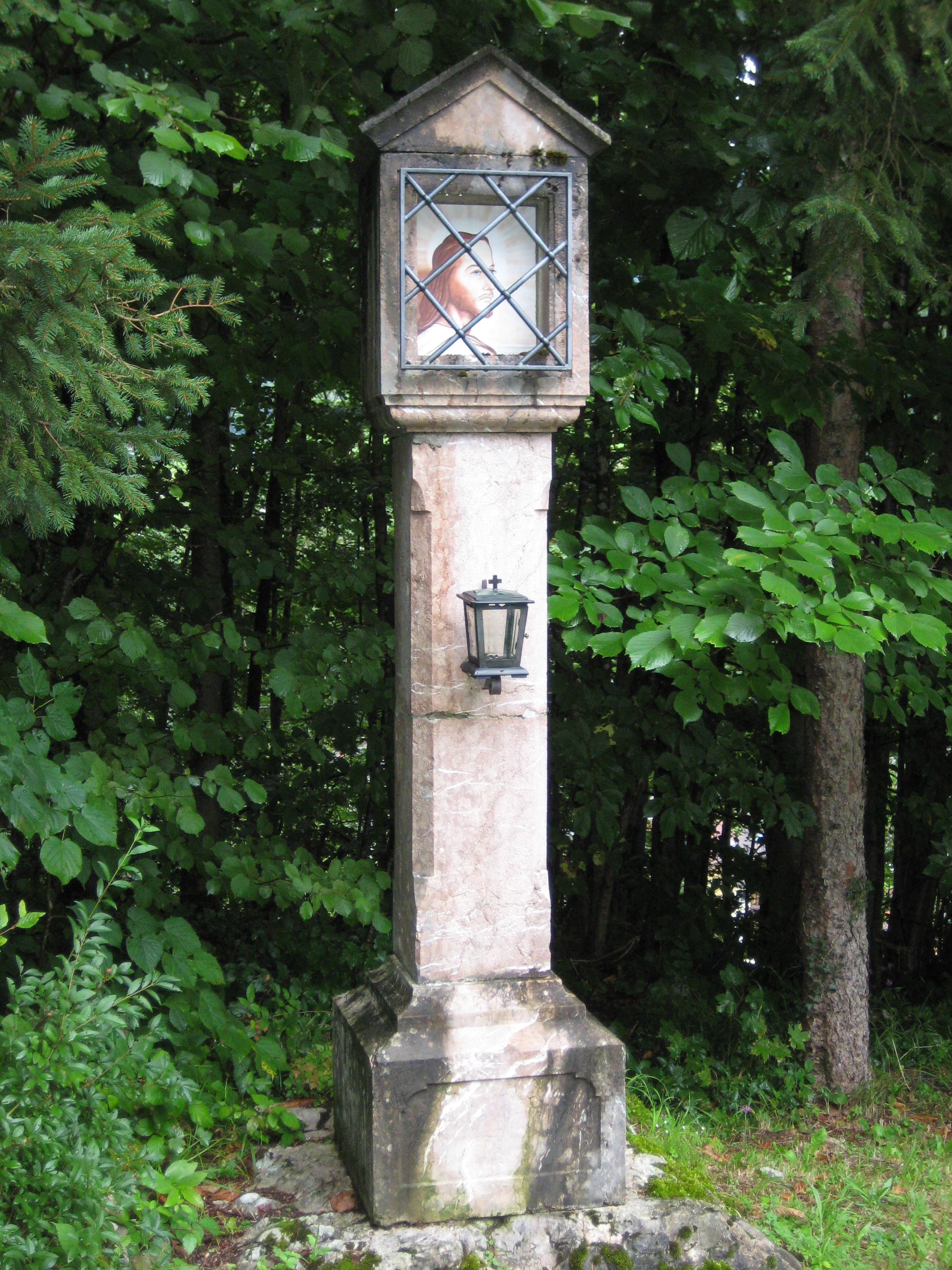
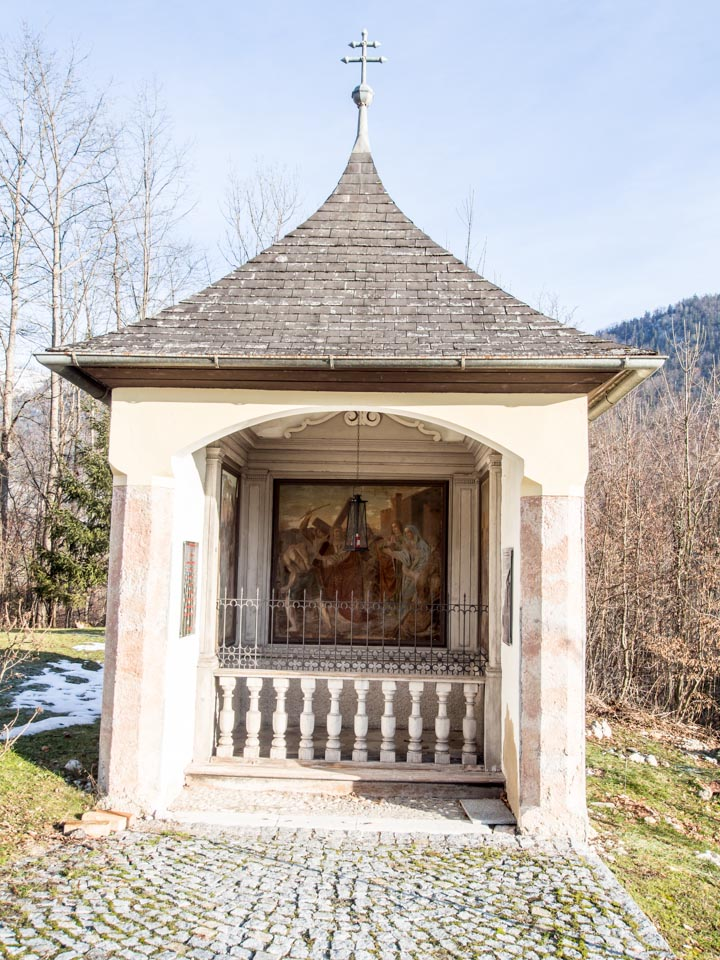
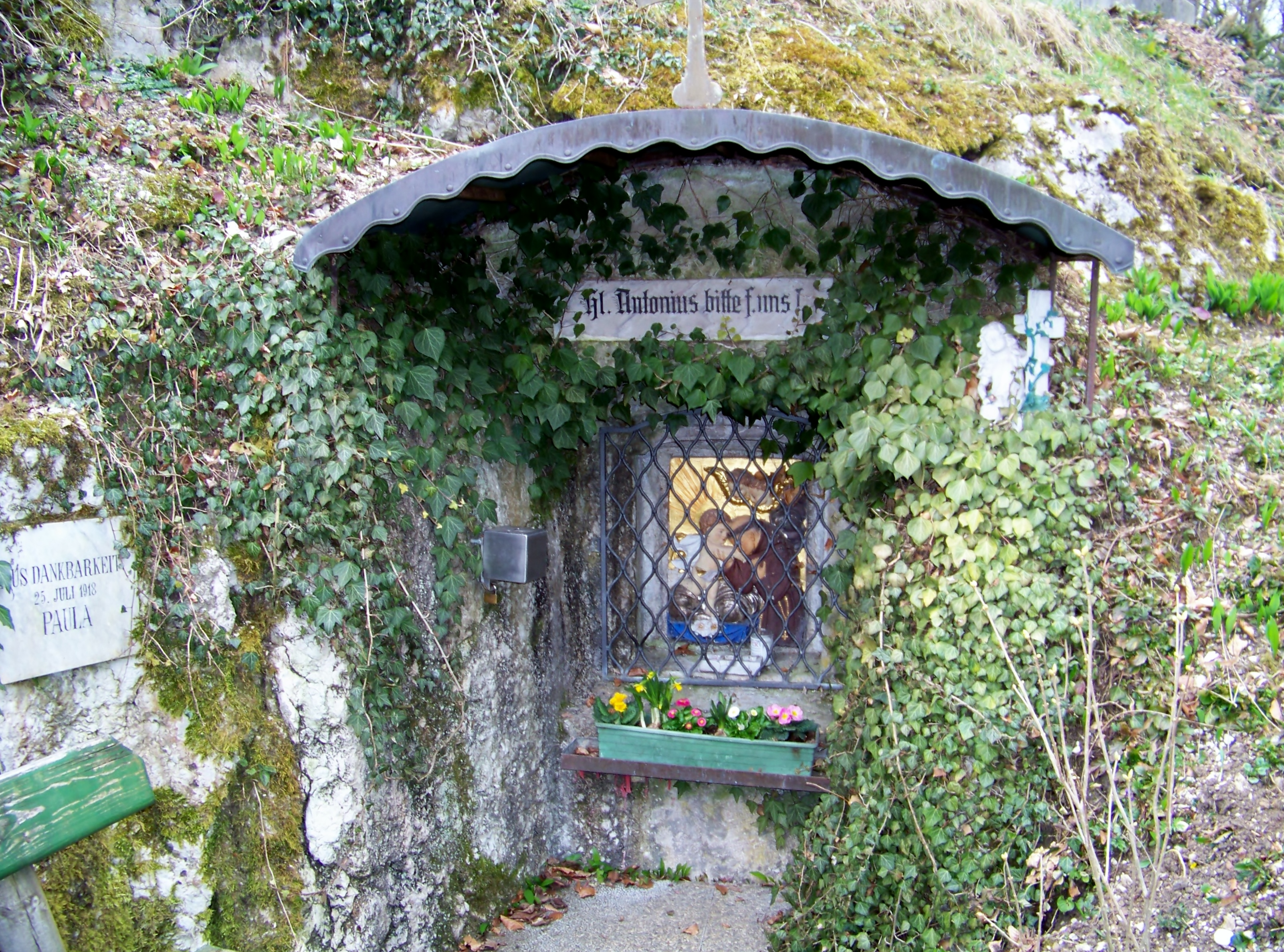